# Musikzimmer
Als Musikzimmer werden Privaträume bezeichnet, die nach der akustischen, künstlerischen und – wenn vorhanden – instrumentellen Ausstattung dem ausschließlichen Zweck dienen, Instrumentalisten oder Sängern das Musizieren oder Vortragen, auch vor Publikum, zu ermöglichen. Signifikant ist hierbei die musikalische Betätigung in einem nicht öffentlichen Rahmen.

## Geschichtliche Entwicklung

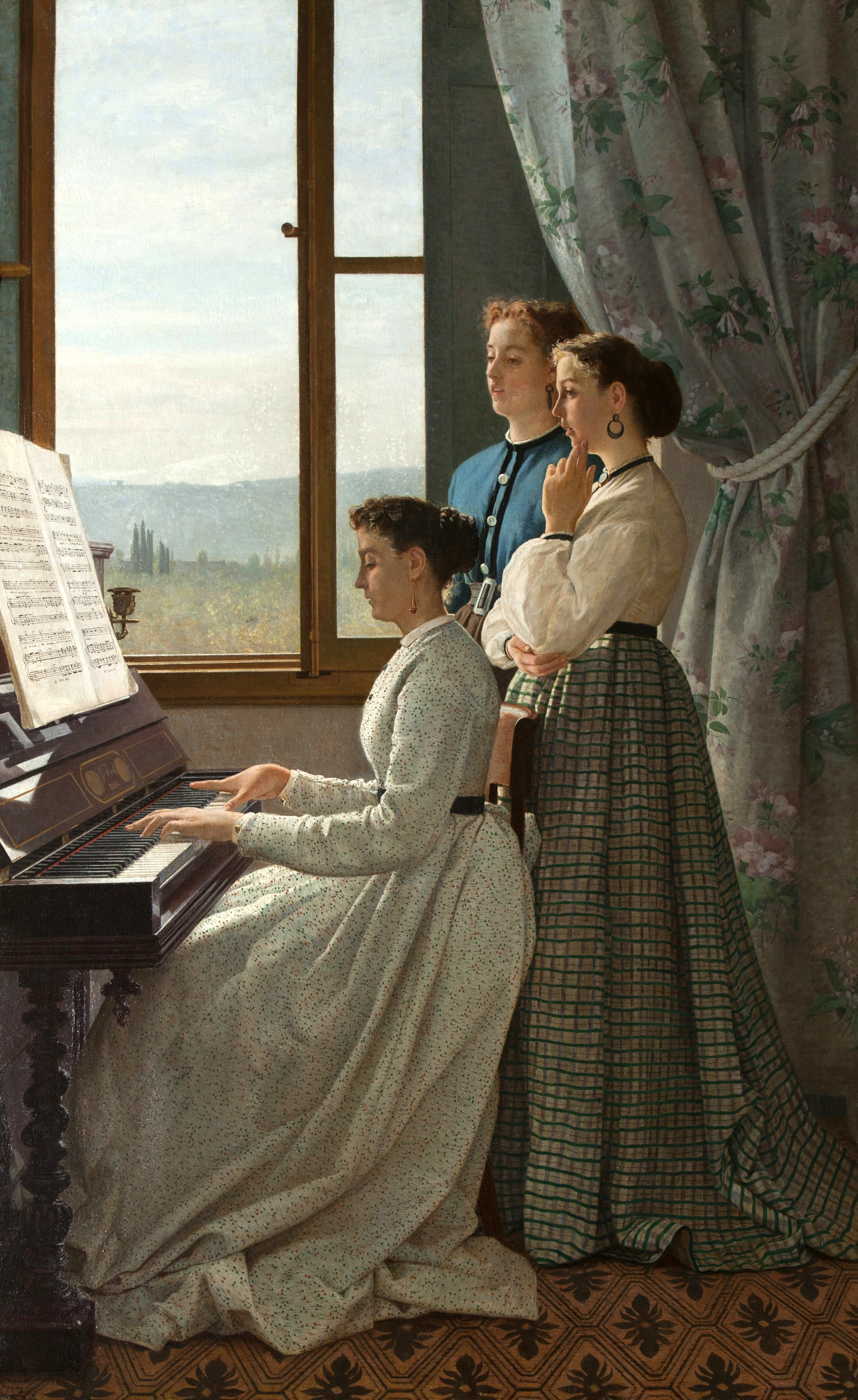
Drei Damen bei der Hausmusik, Gemälde von Silvestro Lega, 1868. Galleria Nazionale d’Arte Moderna di Palazzo Pitti, Florenz

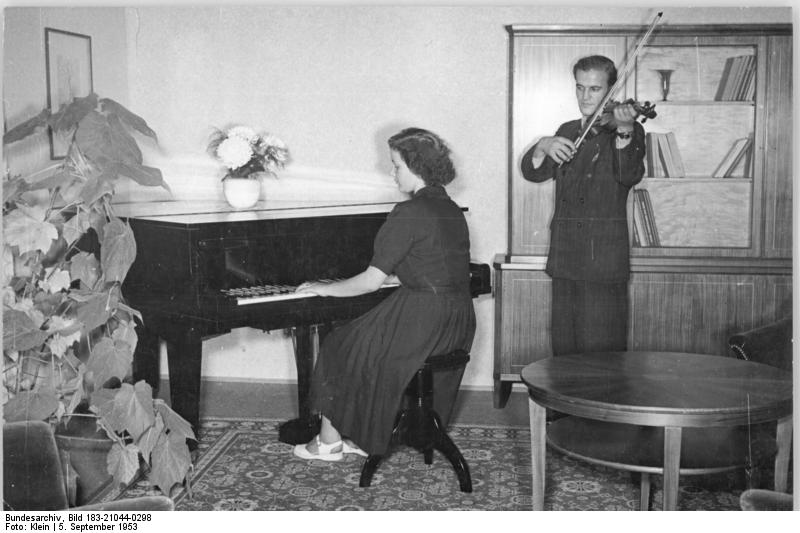
Musikzimmer in der DDR, 1953

Stéphanie de Beauharnais ließ das Musikzimmer im Schloss Mannheim im Stil des ausgehenden Empire ausstatten. In den höfischen und bürgerlichen Salons des Biedermeier erfreuten sich nach dem Wiener Kongress (1815) Hausmusik und Hauskonzerte zunehmender Beliebtheit. Musikinstrumente wie der Flügel wurden zum Statussymbol, das nicht mehr nur Adelskreisen vorbehalten war. Die Musikzimmer dieser Zeit waren entsprechend künstlerisch aufwendig gestaltet: So hat die „Graue Stube“ im Goethehaus Frankfurt eine Stuckdecke, aus der Musikinstrumente plastisch herausgearbeitet sind. Zur Möblierung von Musikzimmern gehörten Tasteninstrumente, Sitzgelegenheiten und zum Beispiel Flötenbehälter.
Klavierzimmer ist eine abgewandelte Bezeichnung.

## Buchtitel
- Die Novelle Jalsaghar des indischen Schriftstellers Tarashankar Bandyopadhyay wurde 1958 von Satyajit Ray unter gleichem Titel (dt. Das Musikzimmer) verfilmt.
- Diedrich Diederichsen: Musikzimmer – Avantgarde und Alltag. Kiepenheuer & Witsch, Köln 2005